# Enguerrand Signart
Enguerrand Signart, né à Condé-sur-Noireau, diocèse de Bayeux, et mort le 22 mars 1485 à Paris, est un prélat français du XVe siècle, évêque d'Auxerre de . Il est membre de l'ordre des dominicains.

## Biographie
Enguerrand Signart prend l'habit des dominicains au couvent de Caen, et pousse ses études jusqu'au doctorat en théologie. Il est choisi comme confesseur par Charles le Téméraire comte de Charolais (de 1433 à 1477) et futur duc de Bourgogne (1467 à 1477). L'un ou l'autre, de Charles ou de Philippe le Bon (père de ce dernier), lui procure l'abbatiat de l'abbaye d'Hautmont dans le diocèse de Cambrai (région appelée à l'époque les Pays-bas), au plus tard en 1466. Il est également évêque in partibus de Salubrie quand Pierre de Longueil, 88e évêque d'Auxerre depuis 1449, meurt le 16 février 1473.
Le chapitre d'Auxerre se rassemble - assez tardivement - le 14 mars 1473 et décide du 21 mars comme date d'élection du futur évêque. Le nom d'Enguerrand Signart est proposé par le doyen et est approuvé, unanimement selon l'abbé Lebeuf et en tout cas sans objection. La décision est prise de le demander au duc ; en effet celui-ci jouit des pleins droits royaux sur le comté d'Auxerre à la suite d'un accord entre Charles VII et Philippe le Bon. Les chanoines voient là une occasion de retrouver leur ancien droit d'élection à l'épiscopat, et s'assurent donc que leur choix sera accepté par le duc - qui le leur accorde. La bulle papale confirmant au siège d'Auxerre est datée du 13 mars 1474.
Cependant Charles est en guerre contre Louis XI et les tensions sont grandes à Auxerre comme en de nombreuses villes. C'est pourquoi Signart diffère son entrée, se déchargeant sur des vicaires généraux d'une partie des charges de l'épiscopat. La mort du duc Charles en 1477 amène bien des changements, à commencer par Auxerre qui, n'étant plus retenue par sa fidélité au duc, rend allégeance au roi. Enguerrand Signart entre alors à Auxerre.
En 1477 il résigne l'évêché en faveur de Jean Baillet, chanoine de église Saint-Merri à Paris et prieur d'Andrie dans le diocèse d'Auxerre, moyennant une pension. Une bulle de 1478 lui attribue le siège épiscopal de Majorque, au moins en titre - car pour autant que l'on sache il n'en remplit pas les fonctions.
Quittant Auxerre, il va résider à Paris où il meurt le 22 mars 1485. Il est inhumé au milieu de la nef du grand couvent des Jacobins de la rue Saint-Jacques.